# Weiße Flotte (Bodensee)

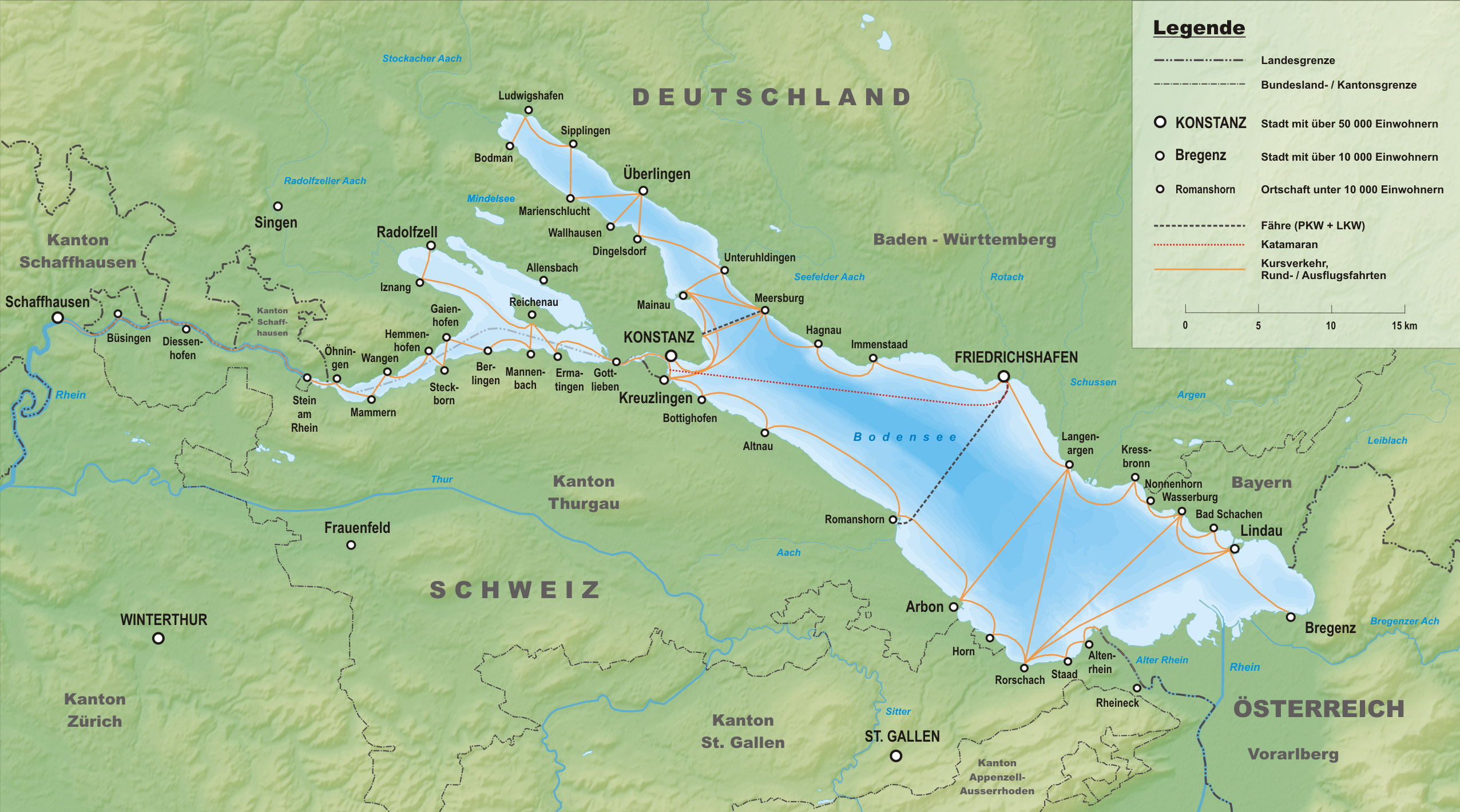
Schifffahrtsrouten auf dem Bodensee

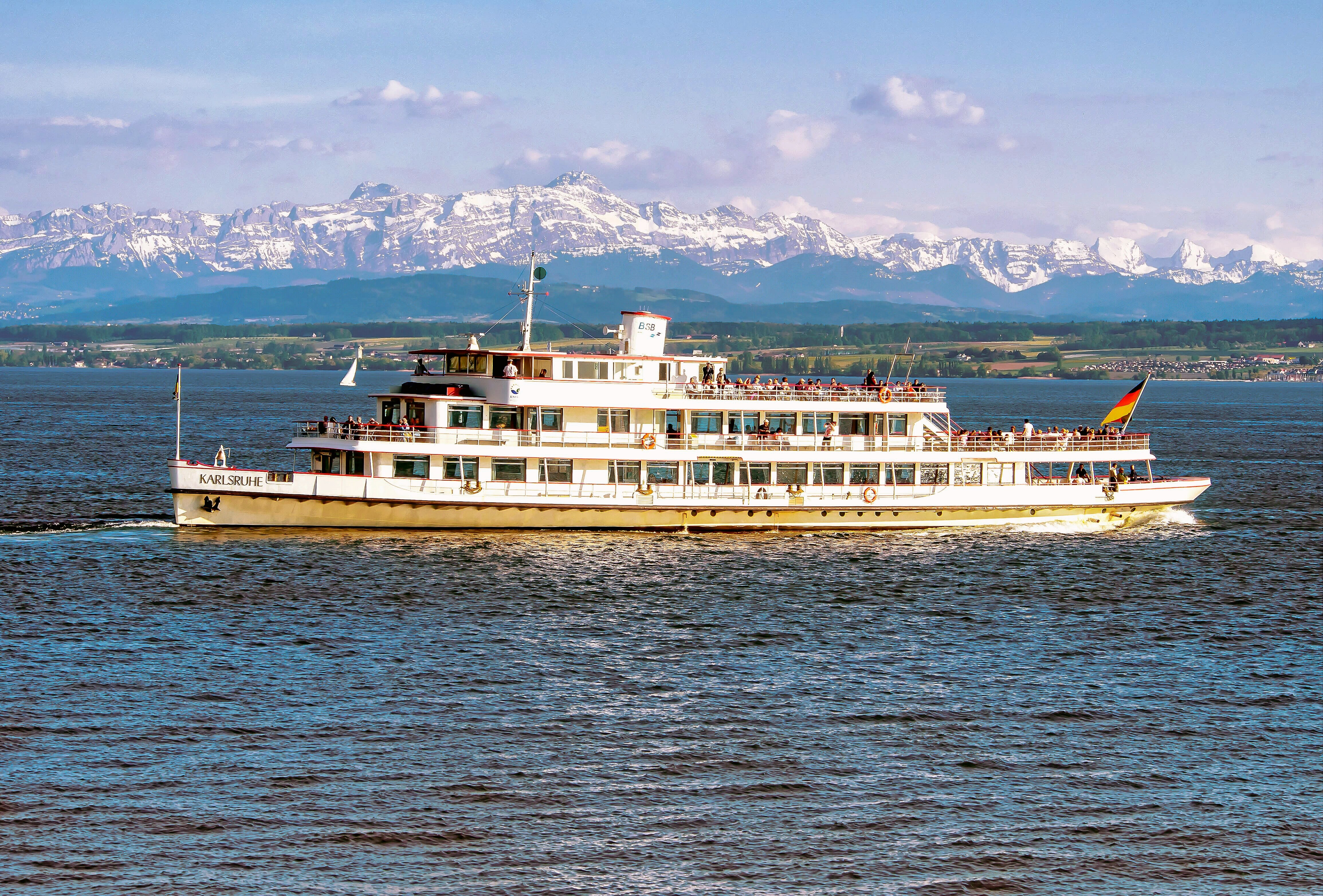
Die „Karlsruhe“ vor Meersburg mit Blick zum Säntis

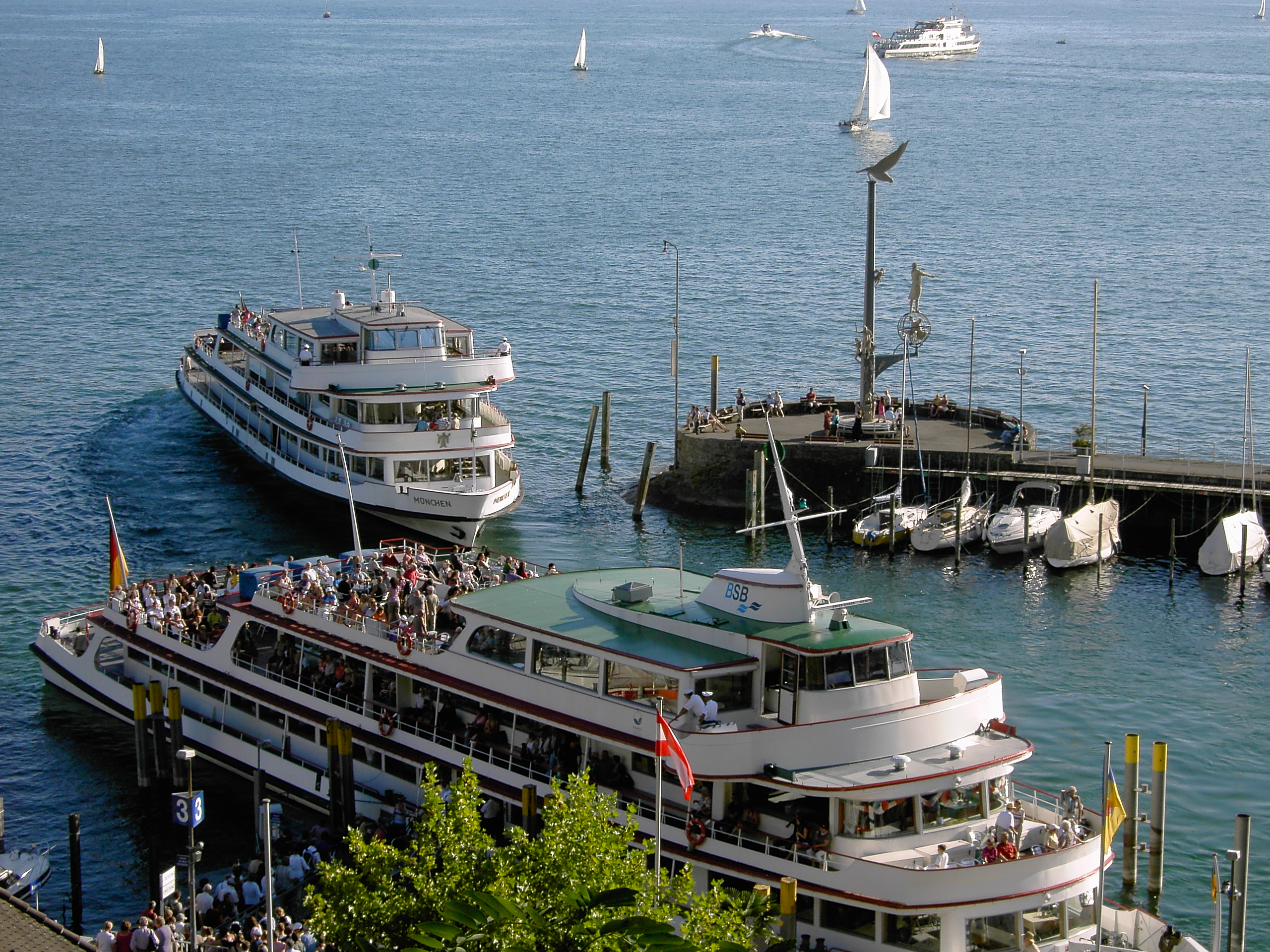
Motorschiffe der Bodensee-Schiffsbetriebe im Hafen Meersburg

Als Weiße Flotte des Bodensees wird umgangssprachlich die Gesamtheit aller dortigen Anbieter im öffentlichen Schiffsverkehr (Kursschifffahrt) bezeichnet. Der Ausdruck rührt her vom traditionell weißen Anstrich der Schiffe. Die vier in den Vereinigten Schifffahrtsunternehmen für den Bodensee und Rhein (VSU) zusammengeschlossenen deutschen, schweizerischen und österreichischen Schifffahrtsgesellschaften haben derzeit 33 Motorschiffe (Stand 2013) im Kurs- und Ausflugsfahrtenprogramm, diese bedienen sieben Häfen.

## Geschichte

### Güterverkehr
Die Nutzung des Bodensees als Transportweg reicht bis in die Bronzezeit zurück. Bis Ende des 19. Jahrhunderts wurde er größtenteils nur für den Transport von Frachtgütern benutzt. Hierfür wurden Lastensegler (Lädinen) benutzt, welche von 1824 an zunächst von Dampfschiffen (Einführung durch Johann Friedrich Cotta) und Güterschleppschiffen wie der Möve abgelöst wurden. Ende des 19. Jahrhunderts, nachdem auch die Eisenbahn den Bodensee erreichte, gewannen Eisenbahnfähren (Trajekte) stark an Bedeutung. Entsprechende Trajekt-Anlagen gab es in Bregenz, Friedrichshafen, Konstanz, Lindau und Romanshorn. Im Zuge der allgemeinen Motorisierung Anfang des 20. Jahrhunderts wurde im Jahr 1928 dann die erste Fährverbindung zwischen Konstanz und Meersburg eröffnet. Heute spielt der klassische Güterverkehr keine Rolle mehr, nur der Transport der Fahrräder von Radtouristen steigt kontinuierlich. Eisenbahnfähren gibt es nicht mehr.
Das Konzilgebäude am Konstanzer Hafen ist ein Beispiel für den einst regen Handel auf dem See. Bis zur Umgestaltung des Uferbereichs stand das Gebäude am Wasser und konnte direkt von Schiffen angefahren werden.

### Personenschifffahrt

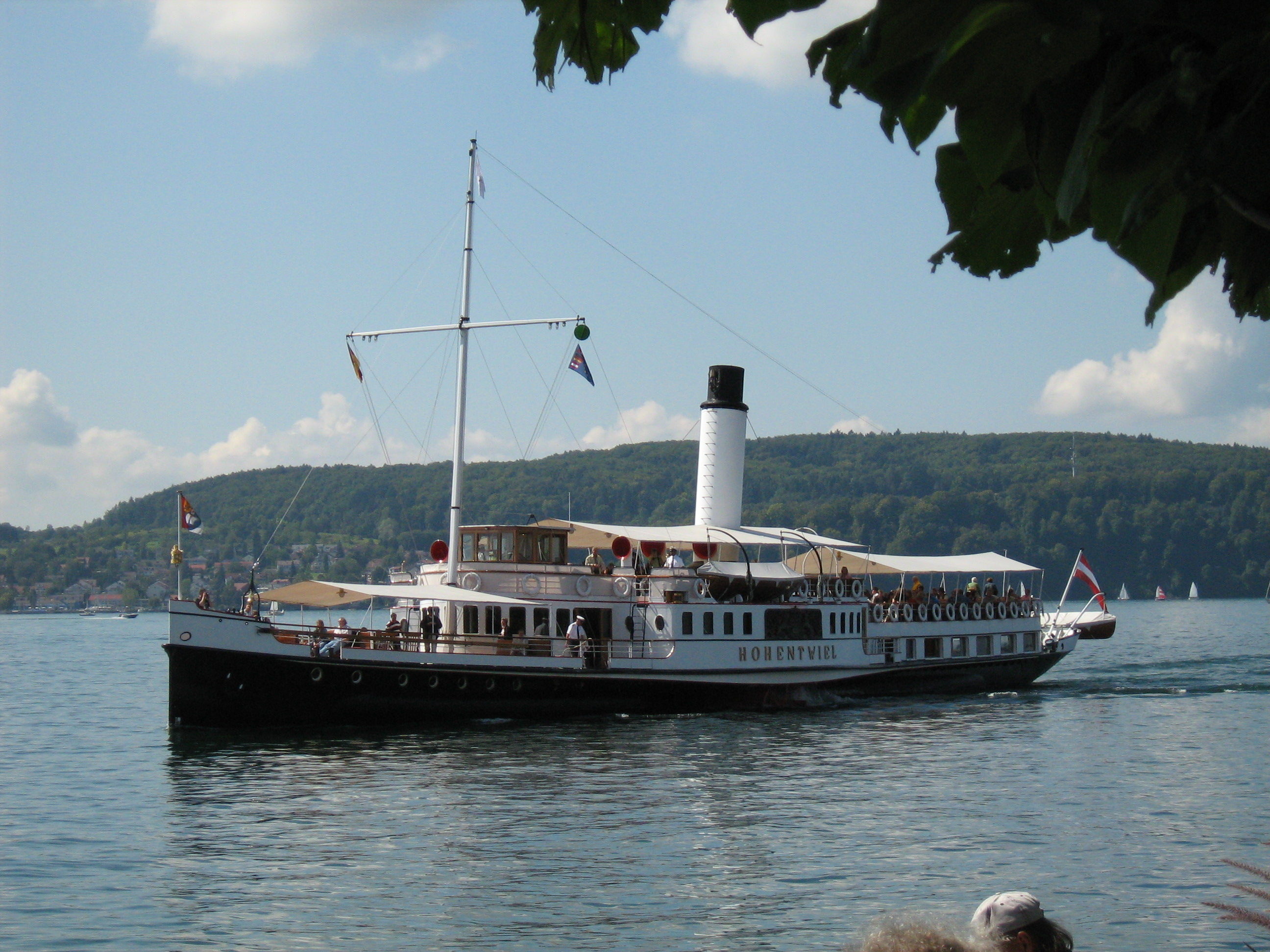
Schaufelraddampfer „Hohentwiel“

Die Zeit der Personenschifffahrt begann 1824 mit Schaufelraddampfern (SD). Bei den primär für den Güterverkehr ausgelegten Glattdeckdampfern ohne Aufbauten war die Beförderung von Passagieren in einem dunklen Raum im Vorschiff aber von untergeordneter Bedeutung. Gegen Ende des 19. Jahrhunderts übernahm die Eisenbahn zunehmend den Güterverkehr und verbesserte die Erreichbarkeit des Bodensees für Touristen. Deshalb setzte sich der Schiffstyp des komfortablen (Halb-)Salondampfers als kombiniertes Fahrgast- und Frachtschiff durch. Mit der Motorisierung des Straßenverkehrs setzte sich in den 1930er Jahren diese Entwicklung fort. Die alten Dampfschiffe wurden umgebaut und dienten wie die neuen Motorschiffe (MS) fast nur noch der Personenbeförderung.

### Einschränkungen im und nach dem Zweiten Weltkrieg
Im Zweiten Weltkrieg wurden die meisten Schiffe wegen Treibstoffmangels stillgelegt. Nach dem ersten Luftangriff auf Friedrichshafen am 21. Juni 1943 wurden die Schiffe zur Tarnung grau angestrichen. Einige Fähren und Dampfschiffe wurden zur Fliegerabwehr herangezogen. Der Zerstörung gemäß NS-Befehl vom März 1945 entgingen die Schiffe, nachdem Reichsbahndirektor Alfred Otter durch geheime Verhandlungen mit der Schweiz erreichte, dass die kohlebefeuerten Dampfschiffe mit den Motorschiffen im Schlepptau in den Schweizer Häfen von Romanshorn und Arbon Zuflucht finden konnten. Am 17. Mai 1945 kamen die Schiffe dann wieder nach Deutschland zurück. Das Schiff Überlingen wurde von der französischen Besatzungsmacht als schwimmende Unterkunft benutzt, das Schiff Baden als schwimmendes Casino am Inselhotel in Konstanz. Im Sommer 1945 war der Schiffsverkehr auf dem Bodensee verboten. Er konnte erst am 16. Oktober 1945 wieder aufgenommen werden. Die Fähren Meersburg, Konstanz I und Konstanz II transportierten französische Truppen. Der Fährbetrieb startete erst wieder im November 1945.

### Pendler, Tourismus, Veranstaltungen
Bis 1952 wurde die Personenschifffahrt noch ganzjährig betrieben. Danach beschränkte sich der Winterdienst auf die Teilstrecken Konstanz – Friedrichshafen und Konstanz – Überlingen, bis diese 1960 aus wirtschaftlichen Gründen eingestellt wurden. 1973 kam dann auch das Ende für die letzte Kursverbindung im Winter zwischen Konstanz und Meersburg. Heute unterscheidet die Bodenseeschifffahrt klar zwischen dem ganzjährigen Betrieb der Fähren und Katamarane, welcher im Winterhalbjahr auf den Berufsverkehr setzt, und der touristischen Schifffahrt, die fast nur in den Monaten April bis Oktober stattfindet. Zunehmend Bedeutung gewinnt der Miet- bzw. Charter-Betrieb zu speziellen Anlässen, Veranstaltungen oder Festen wie z. B. Feuerwerke, Betriebsfeiern und Silvesterfahrten. Diesem Zweck dient auch der einzige noch verbliebene Schaufelraddampfer, die Hohentwiel, welche vor der Verschrottung gerettet und aufwändig restauriert wurde.
Im Zuge der Privatisierung der Staatsbahnen kam es auch zu einer Privatisierungswelle der großen Reedereien am Bodensee, da viele Eigentum der Staatsbahnen waren. Nach deren Privatisierung erfolgte der Verkauf, da die Schifffahrt nicht zum Kerngeschäft der Bahnen zählt. Der Bodensee verfügt heute über die größte Binnenflotte Europas. Die Flotte verfügt über schätzungsweise 60 bis 80 Schiffe, Boote, Fähren unterschiedlicher Größe und Zwecke (Privatyachten und Segelboote nicht miteingerechnet).

## Betreiber
Auf dem See verkehren Schiffe verschiedener Betreiber. In der Nachkriegszeit waren sie überwiegend Töchter der jeweiligen nationalen Eisenbahnen der Anrainerstaaten. Etwa seit 2000 gibt es auch in diesem Gewerbe ein transnationales Zusammenwachsen.
- Bodensee-Schiffsbetriebe GmbH (BSB): Die BSB ist eine Neugründung infolge der Umstrukturierung der Deutschen Bahn AG (DB), vormals Deutsche Bundesbahn. Ihre Kurse erschienen deshalb früher auch im nationalen Kursbuch der DB. Haupteigner ist die Stadt Konstanz über die Stadtwerke Konstanz GmbH. Zum Betrieb gehören auch viele Hafenanlagen und Wasserflächen in den Seegemeinden, sie sind seit dem Kauf in der Bodensee-Hafengesellschaft mbH (BHG) firmiert.
- Schweizerische Bodensee-Schifffahrt (SBS): Die SBS und die BSB betreiben gemeinsam unter anderem die Fährlinie Friedrichshafen–Romanshorn.
- Schweizerische Schifffahrtsgesellschaft Untersee und Rhein (URh): Zwischen April und Oktober verkehren Motorschiffe der URh rheinaufwärts in die Bodenseeregion.
- Vorarlberg Lines-Bodenseeschifffahrt GmbH & Co. (VLB): Die Österreichischen Bundesbahnen (ÖBB) betrieben die Bodenseeschifffahrt bis 2005. Seit der Saison 2006 wird die rot-weiß-rote Flotte von der VLB mit Sitz in Bregenz betrieben. Hauptstrecke ist der Kurs Bregenz–Lindau–Friedrichshafen–Meersburg–(Insel Mainau)–Konstanz und zurück.
- Weitere Betriebe: Einige weitere Betriebe haben lokale Bedeutung, z. B. für die Bedienung der Insel Mainau oder für kleinere Rundfahrten. Darunter fallen die Überlinger Schiffsbetriebe und die 1897 gegründete Motorbootgesellschaft Bodman.

## Kurse, Linien, Schiffe

### Autofähren

#### Autofähre Konstanz–Meersburg

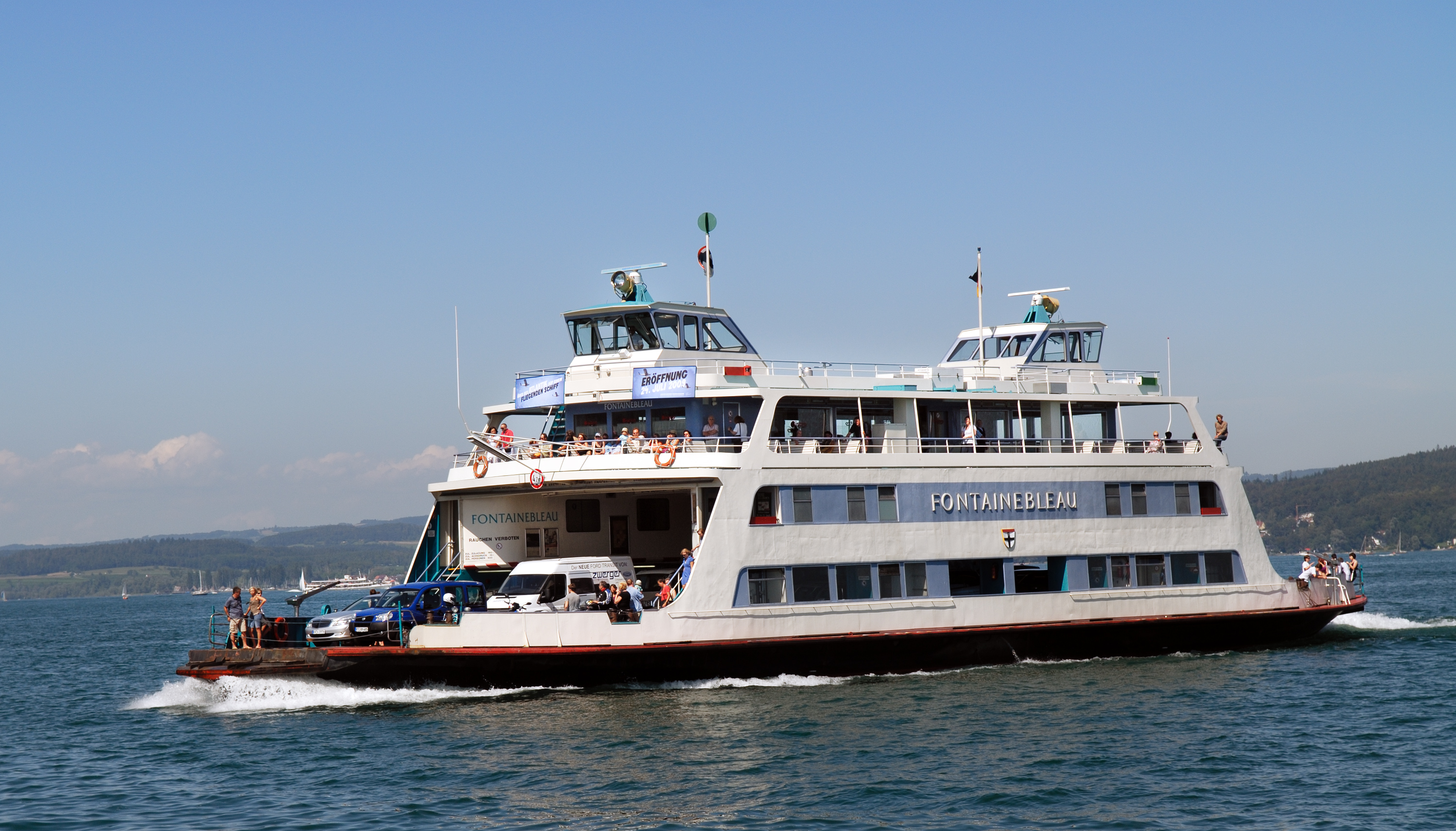
Autofähre „Fontainebleau“ auf der Linie Konstanz–Meersburg

Zwischen Konstanz und Meersburg verkehren die Fähren Fontainebleau (1970), Konstanz (1975), Meersburg (1980), Kreuzlingen (1993), Tábor (2004), Lodi (2010) und Richmond (2023), tagsüber im Viertel-, in den Abendstunden im Halbstundentakt und nachts stündlich.

#### Friedrichshafen–Romanshorn

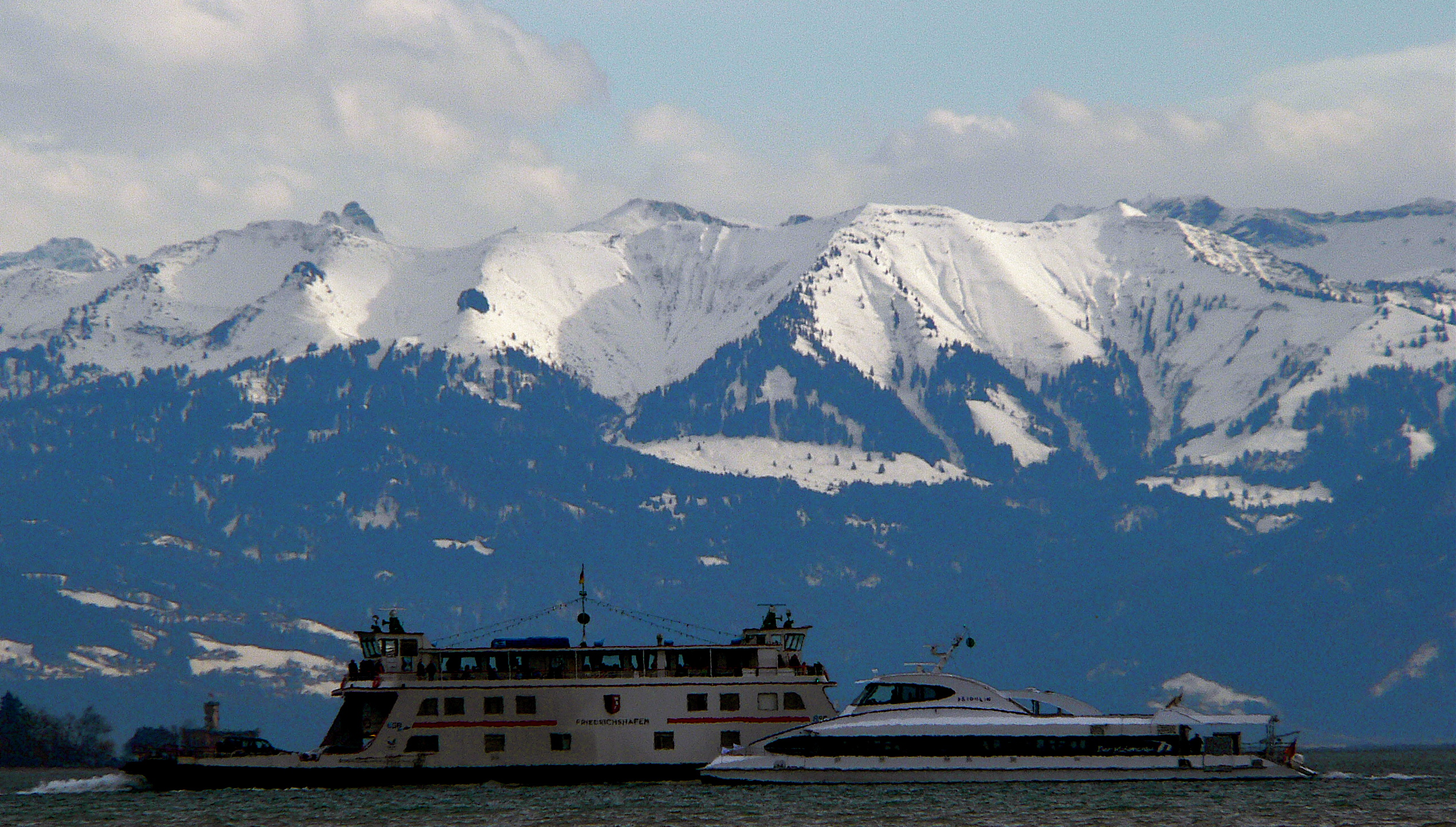
Die „Friedrichshafen“ kreuzt Katamaran „Fridolin“

Die Fährlinie Friedrichshafen–Romanshorn ist eine Gemeinschaftsstrecke der BSB und der SBS, begründet in einem 1982 durch die Deutsche Bundesbahn (DB) und die Schweizerischen Bundesbahnen (SBB) unterzeichneten Gemeinschaftsvertrag für den Autofährbetrieb: Beide Vertragspartner verpflichteten sich je ein Fährschiff, die Friedrichshafen (1966) und die Romanshorn (1958), für die Linie einzusetzen.
Heute verkehren regulär zwei Fähren, und zwar die Romanshorn und die Euregia (1998), zusammen im Stunden-Takt. Die BSB hält mit der Friedrichshafen noch eine Ersatzfähre bereit. Die Fahrzeit beträgt 41 Minuten und verläuft direkt über die breiteste Stelle des Sees. Die Abfahrtszeiten sind wegen der Bahnanschlüsse an beiden Ufern so gewählt, dass sich die Fähren zur Symmetrieminute kurz vor der vollen Stunde begegnen.
Für die Umfahrung von 70 km benötigt man in der Regel mindestens 90 Minuten. Sowohl in Friedrichshafen als auch in Romanshorn gibt es eine Zollabfertigung.

### Personenschiffe

#### Katamaran

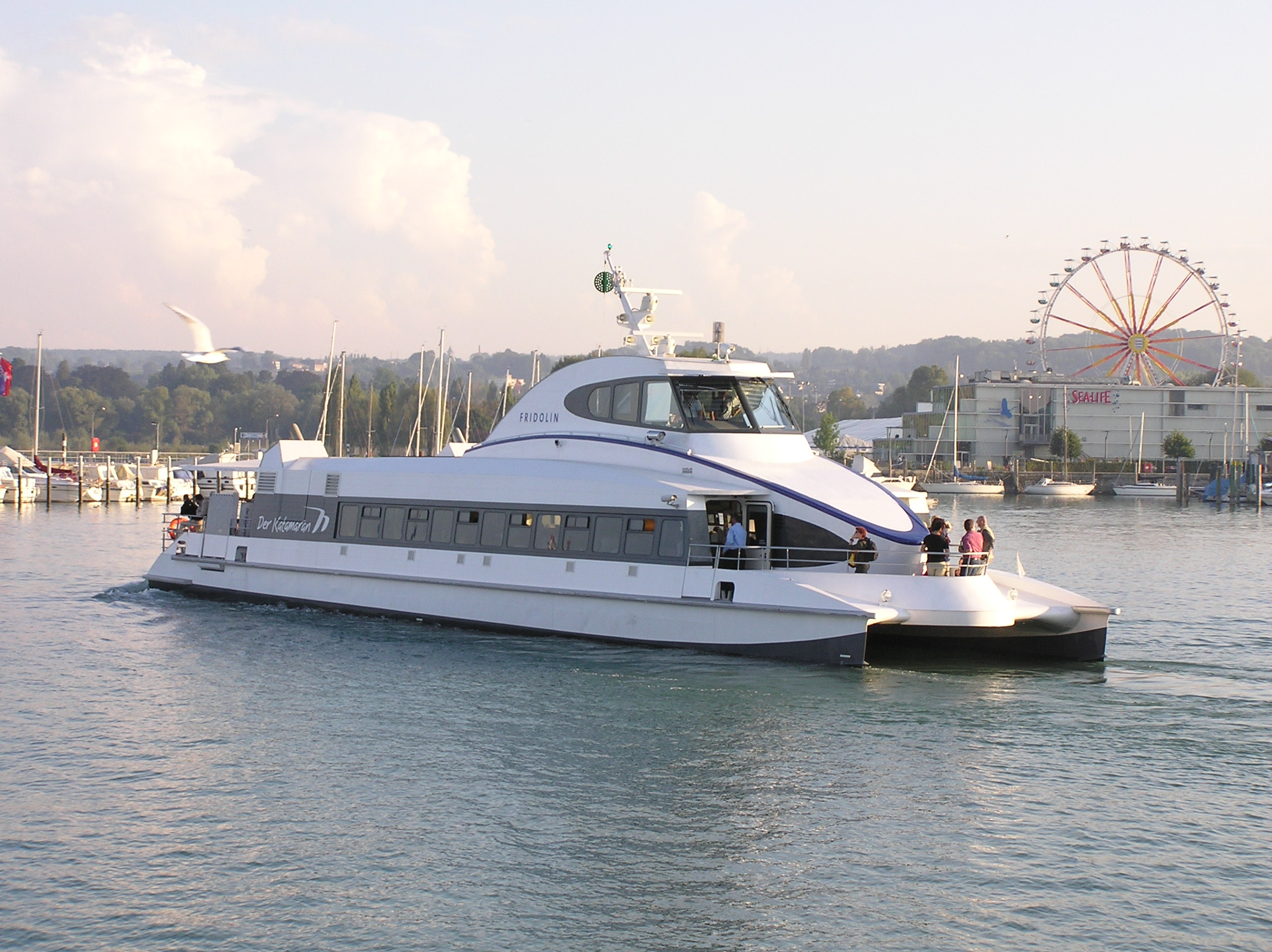
Katamaran „Fridolin“

Die Katamaran-Linie zwischen Konstanz und Friedrichshafen ist das Resultat einer steigenden Anzahl von Pendlern beiderseits des Sees. Die Idee für das Projekt reicht in die Mitte der 1990er-Jahre zurück, konnte jedoch zunächst nach massiven Protesten und Klagen von Fischern, Seglern und Umweltschützern nicht realisiert werden. Die Betreibergesellschaft Katamaran-Reederei Bodensee GmbH & Co. KG wurde bereits 1998 gegründet. Anteilseigner der GmbH sind jeweils zu 50 % die Stadtwerke Konstanz und die Technischen Werke Friedrichshafen.
Mit dem Bau der Schiffe wurde jedoch erst 2004 begonnen, nachdem der Verwaltungsgerichtshof (VGH) in Mannheim grünes Licht gegeben hatte. Es wurden bei der Bodan-Werft in Kressbronn am Bodensee in Kooperation mit der Damen Shipyards Group in den Niederlanden zwei Katamarane bestellt. Die Kosten je Schiff betrugen 2,75 Millionen Euro, wobei das Land Baden-Württemberg die Hälfte der Baukosten übernahm. Die beiden Katamarane mit den Namen Fridolin und Constanze pendeln seit 6. Juli 2005 im Stundentakt. Die Fahrzeit beträgt im Sommer 46 Minuten und im Winter 53 Minuten. Die Anlegestellen sind so gewählt worden, dass eine Anbindung an den öffentlichen Nahverkehr gewährleistet ist. Zusätzlich wurden an neu installierten Landungsbrücken Wartehäuser für die Fahrgäste aufgestellt. Aufgrund der hohen Nachfrage auf der Verbindung und zum Ersatz, falls einer der beiden Katamarane nicht einsatzbereit ist, wurde 2006 für 2,7 Millionen Euro ein dritter Katamaran mit dem Namen Ferdinand in Auftrag gegeben und am 28. Januar 2007 in Dienst gestellt.
Kritisiert wird das Projekt wegen mangelnder Rentabilität: Der Katamaran hat seit 2005 ein Defizit von vier Millionen Euro eingefahren, das entspricht einem jährlichen Defizit von rund 800.000 Euro, das von den beiden Anteilseignern getragen werden muss.

#### Kurs- und Ausflugsschiffe

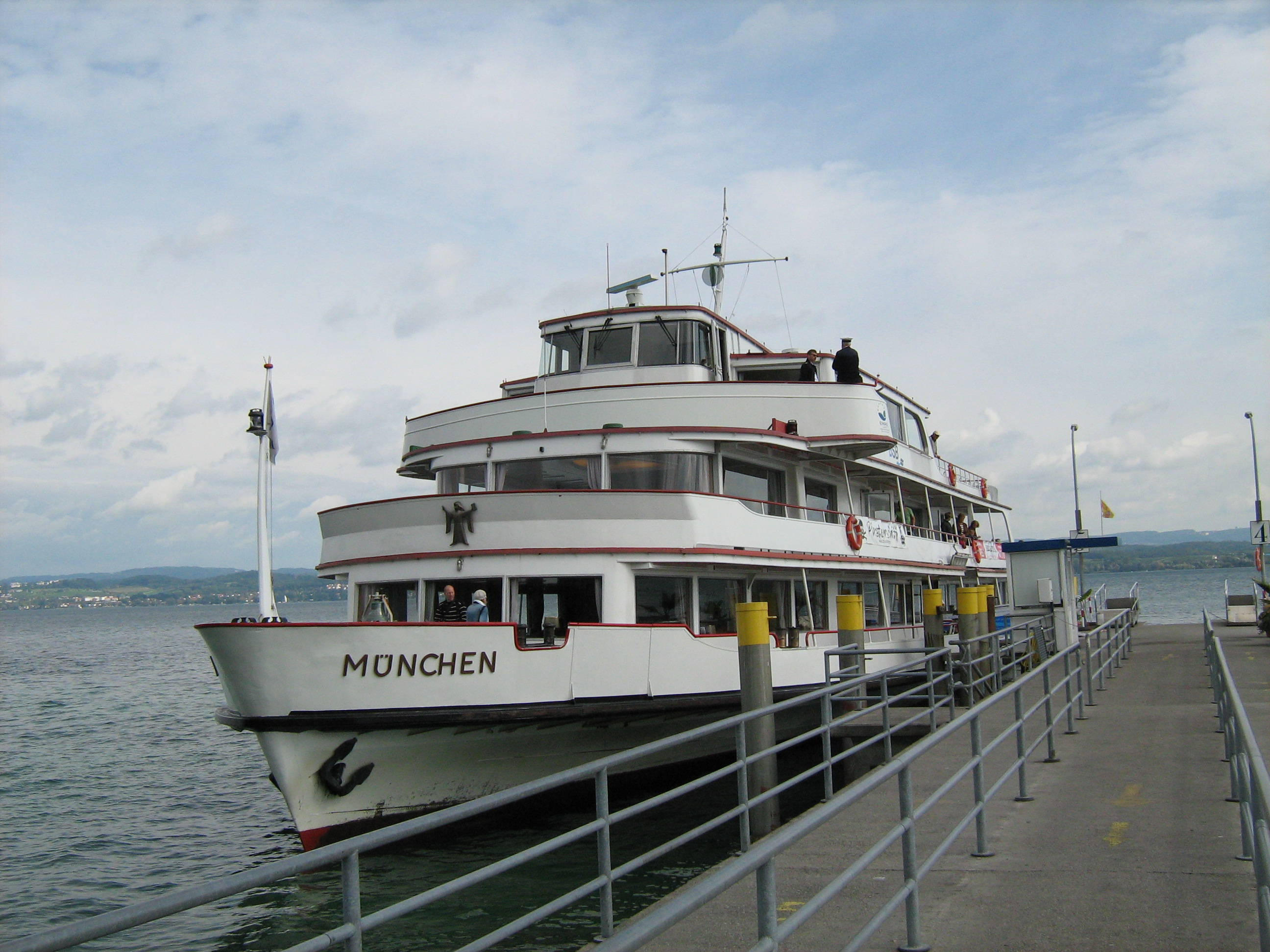
Bodenseeschiff „München“

Die Kurs- und Ausflugsschiffe bilden eine wichtige Säule des Tourismus am Bodensee. Die Verbindungen von Allensbach zur Insel Reichenau und von Wallhausen nach Überlingen werden auch von Pendlern genutzt. Je nach Bedeutsamkeit und Fahrgastaufkommen gibt es saisonal sehr unterschiedliche Fahrpläne.

Der Betrieb ist in den Wintermonaten sehr stark eingeschränkt und wird auf manchen Routen ganz eingestellt. Entsprechend der Rheinströmung fahren Kursschiffe von Bregenz nach Konstanz „hinab“, der entgegengesetzte West-Ost-Kurs fährt Richtung Bregenz „hinauf“. Der „Querverkehr“ führt zum gegenüber liegenden Ufer.
Linien:
- Konstanz–Bregenz: Die Linie fährt entlang des Nordufers des Obersees und fährt die Häfen bzw. Landestege Mainau, Meersburg, Hagnau, Immenstaad, Friedrichshafen, Langenargen, Kressbronn, Nonnenhorn, Wasserburg und Lindau an. Betrieben wird diese Line von der Bodensee-Schiffsbetriebe GmbH (BSB), welche die größte Flotte von Verkehrs- und Ausflugsschiffen auf dem Bodensee stellt, in Kooperation mit der österreichischen Vorarlberg-Lines Bodenseeschifffahrt, welche im Frühjahr 2006 aus der ÖBB Bodenseeschifffahrt hervorging. 2003 gingen die BSB aus dem Besitz der Deutschen Bahn AG an die Stadtwerke Konstanz GmbH mit Sitz in Konstanz über. Schiffe der BSB: Stuttgart, Baden, Schwaben, München, Graf Zeppelin, Überlingen, Karlsruhe, Konstanz, Königin Katharina, Lindau und zwei weitere, kleinere.
- Konstanz–Überlingen: Die Linie führt über den Überlinger See von Konstanz über Meersburg und die touristisch stark frequentierte Insel Mainau, Unteruhldingen und Dingelsdorf nach Überlingen. Betreiber sind ebenfalls die BSB.
- Überlingen-Nußdorf-Mainau: Die Linie verbindet Überlingen und den Überlinger Stadtteil Nußdorf mit der Insel Mainau von Ostern bis Mitte Oktober. Betreiber sind die Überlinger Schiffsbetriebe (ein Zusammenschluss dreier privater Betriebe).
- Überlingen–Bodman: Die Linie verbindet Überlingen mit der Marienschlucht am Westufer, kreuzt von dort wieder ans Ostufer nach Sipplingen. Von dort geht es über Ludwigshafen weiter nach Bodman. Betreiber ist die Motorbootgesellschaft Bodman mbH.
- Deutschland–Schweiz: Von Lindau führt eine Linie über Wasserburg ins schweizerische Rorschach, das wiederum mit Friedrichshafen verbunden ist. Betreiber sind hier sowohl die BSB als auch die SBS.
- Schweiz: Der Linienbetrieb auf der Schweizer Seite des Obersees betreibt die SBS mit Sitz in Romanshorn.
- Rheineck: Am Südostufer des Sees bei der Mündung des Alten Rheins werden Altenrhein und das flussaufwärts gelegene Rheineck von den SBS-Schiffen des ehemaligen Schifffahrtsbetriebs Rorschach angefahren.
- Bregenz: Von Bregenz aus werden die Häfen in Hard und Lochau angefahren. Betreiber ist die Vorarlberg Lines Bodenseeschifffahrt. Bis 2006 wurde die österreichische Bodenseeschifffahrt von den Österreichischen Bundesbahnen durchgeführt.
- Kreuzlingen–Schaffhausen: Diese Line führt über den Untersee und den Hochrhein. Haltestellen sind Kreuzlingen, Gottlieben, Ermatingen, die Insel Reichenau, Mannenbach, Berlingen, Gaienhofen, Steckborn, Hemmenhofen, Wangen, Mammern, Öhningen, Stein am Rhein, Diessenhofen, Büsingen am Hochrhein und Schaffhausen. Betreiber dieser Linie ist die Schweizerische Schifffahrtsgesellschaft Untersee und Rhein mit Sitz in Schaffhausen. Die Strecke zwischen Schaffhausen und Stein am Rhein gilt als eine der unberührtesten Stromlandschaften Europas.
- Konstanz–Radolfzell: Die Line über den Zeller See über Gottlieben, Ermatingen und die Insel Reichenau nach Radolfzell.

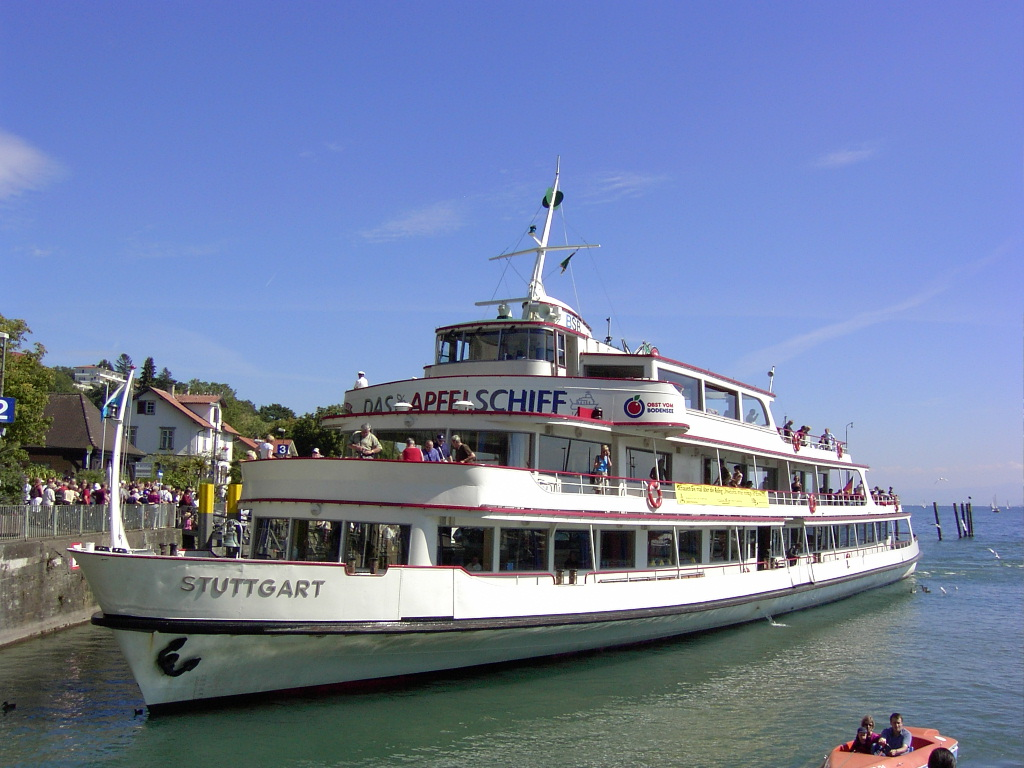
Stuttgart (BSB)
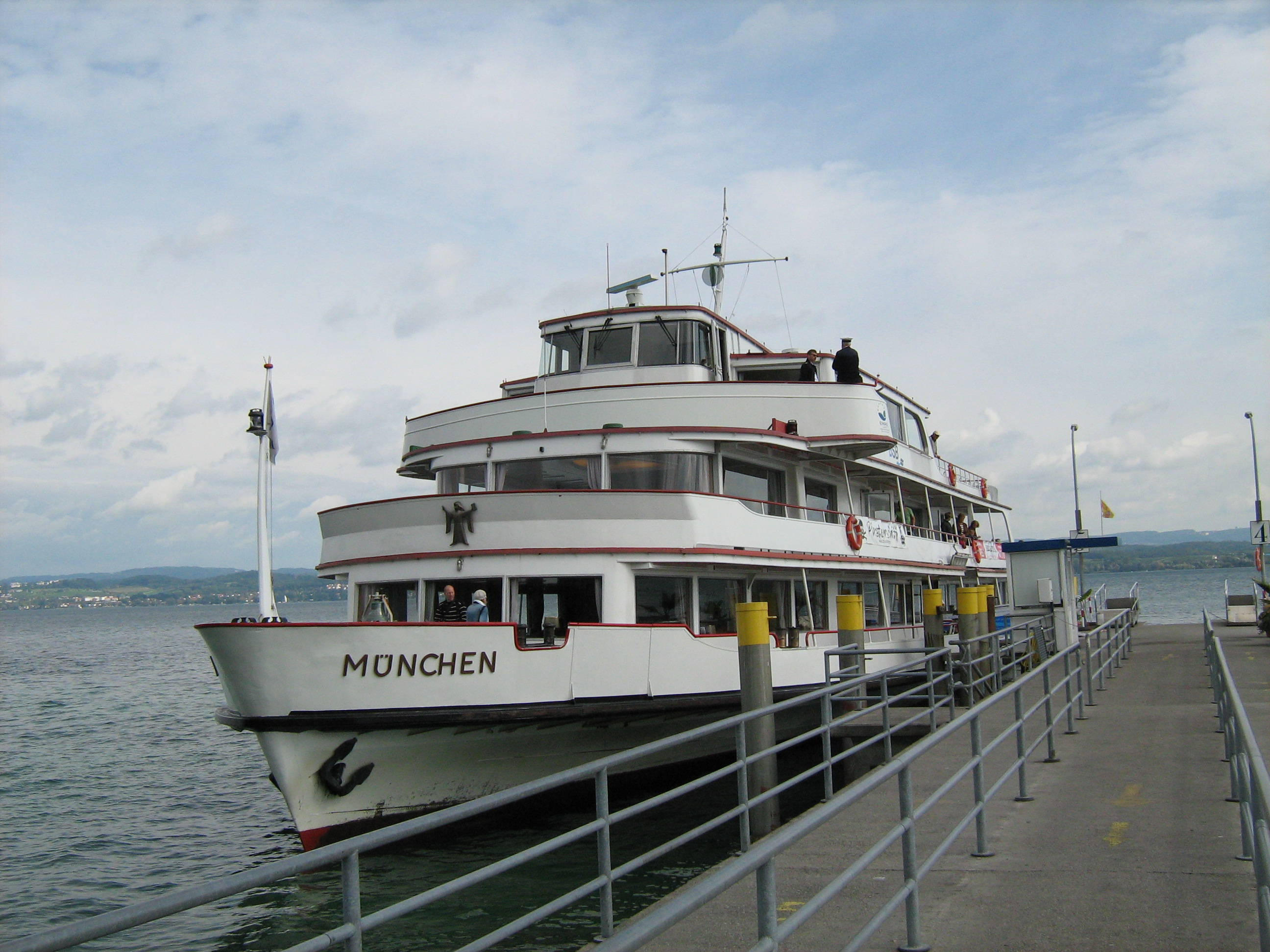
München (BSB)
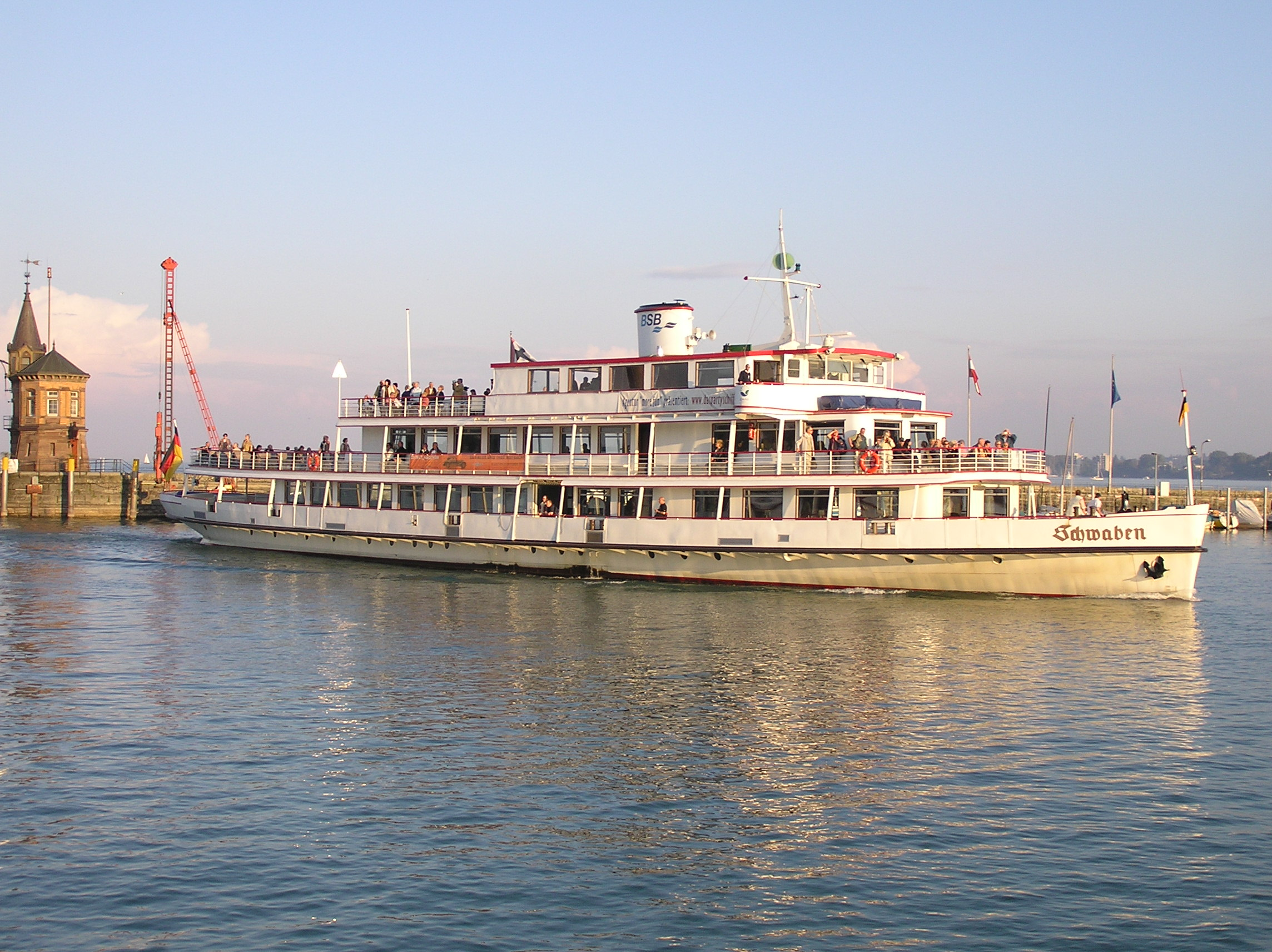
Schwaben (BSB)
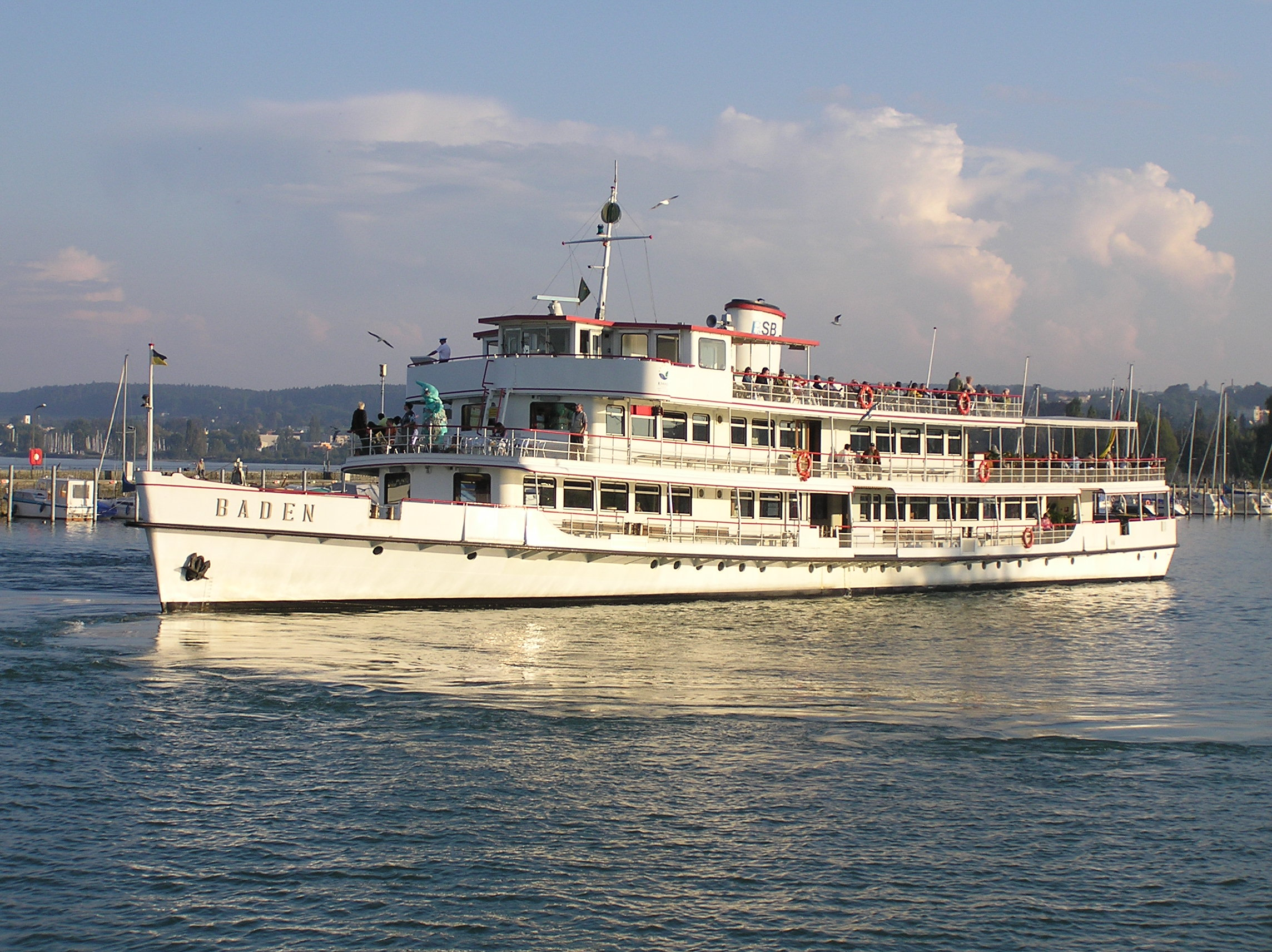
Baden (BSB)
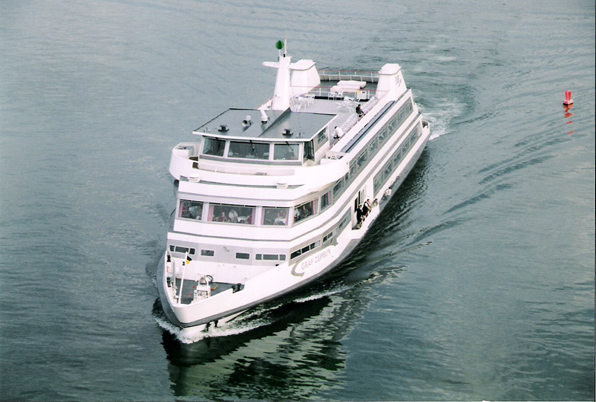
Graf Zeppelin (BSB)
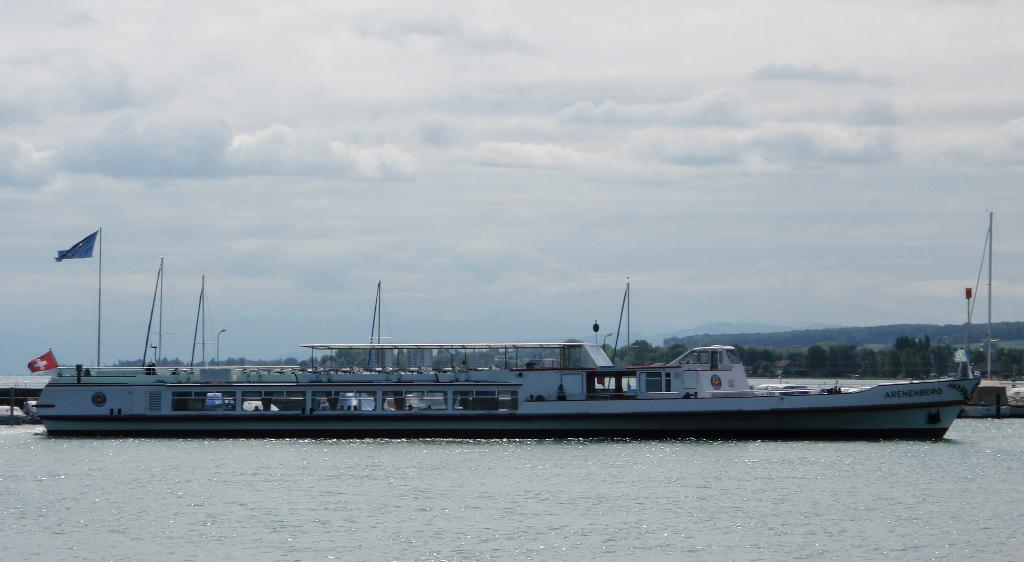
Arenenberg (URh)
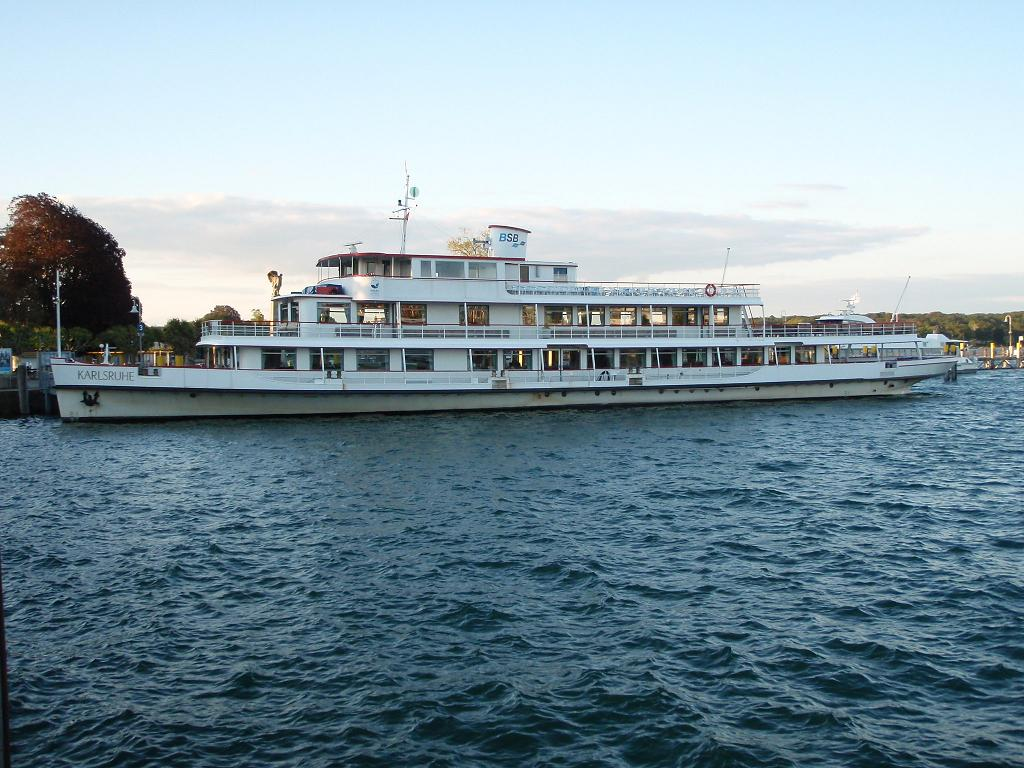
Karlsruhe (BSB)
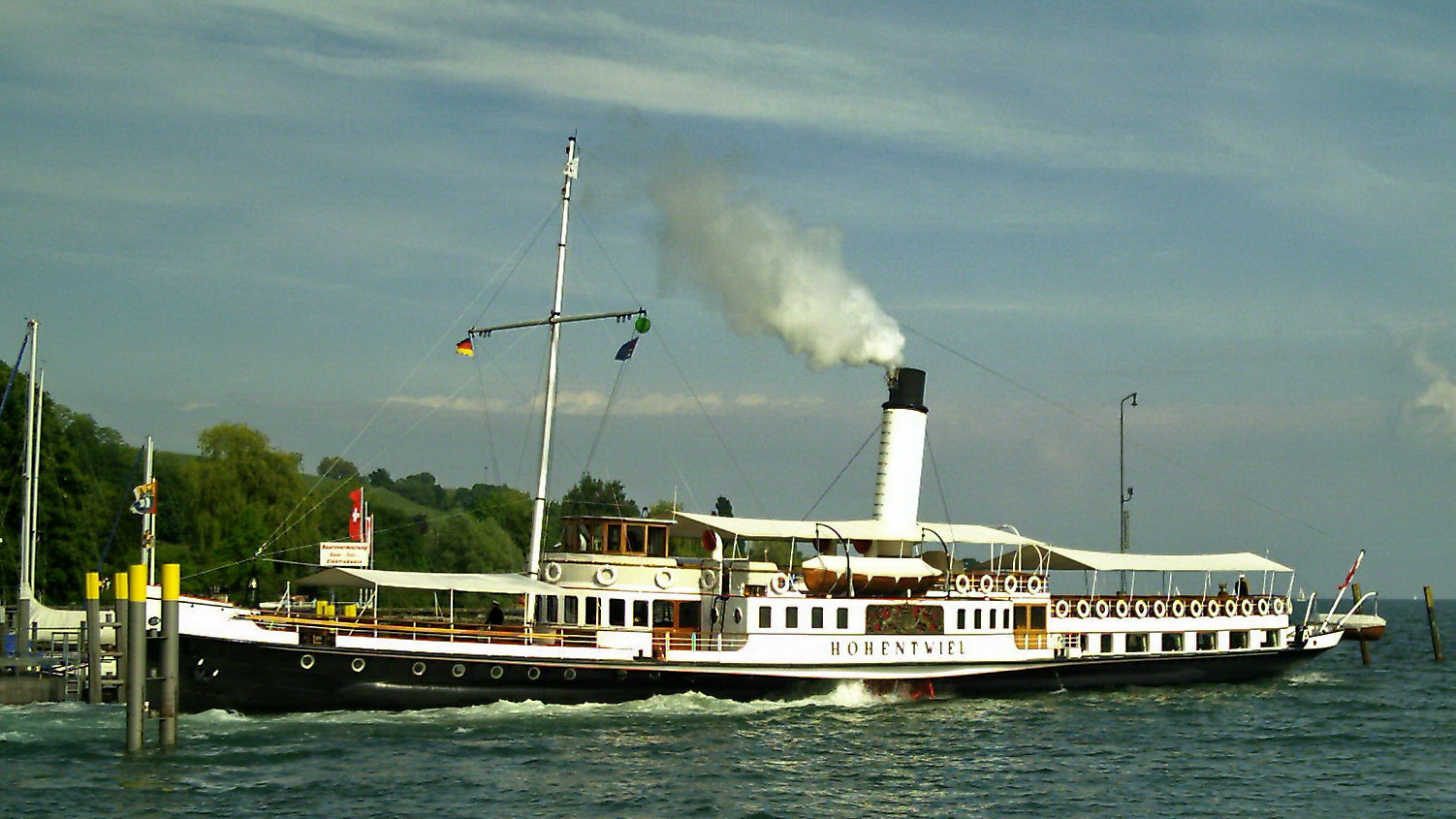
Dampfschiff Hohentwiel
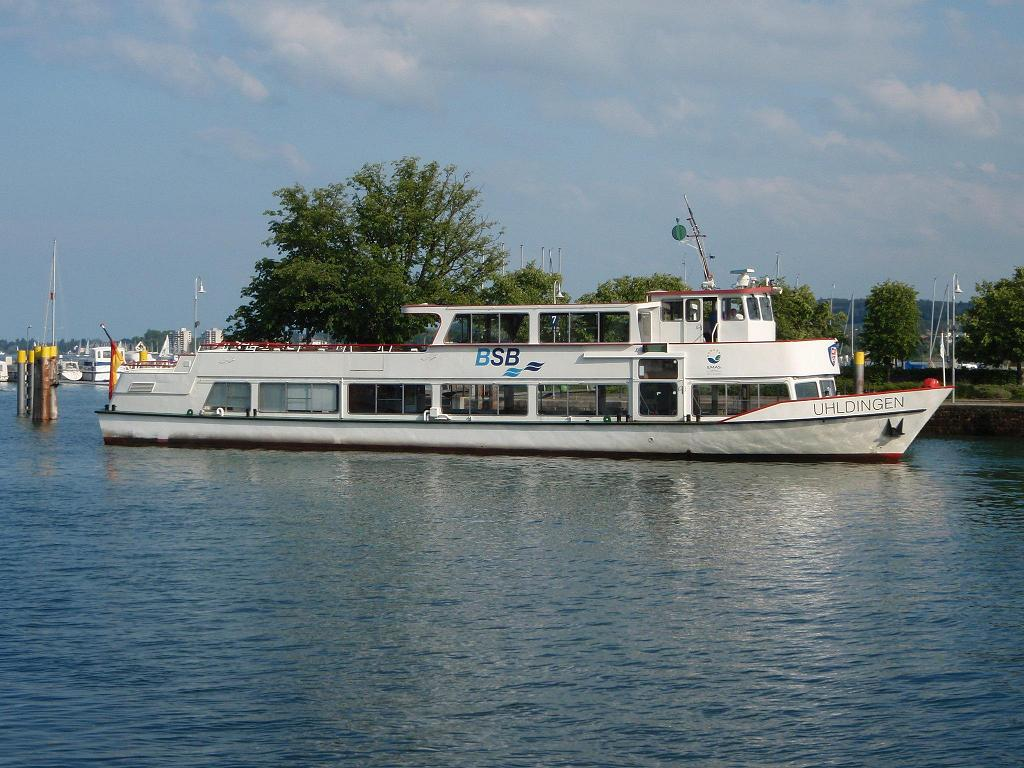
Uhldingen (BSB)
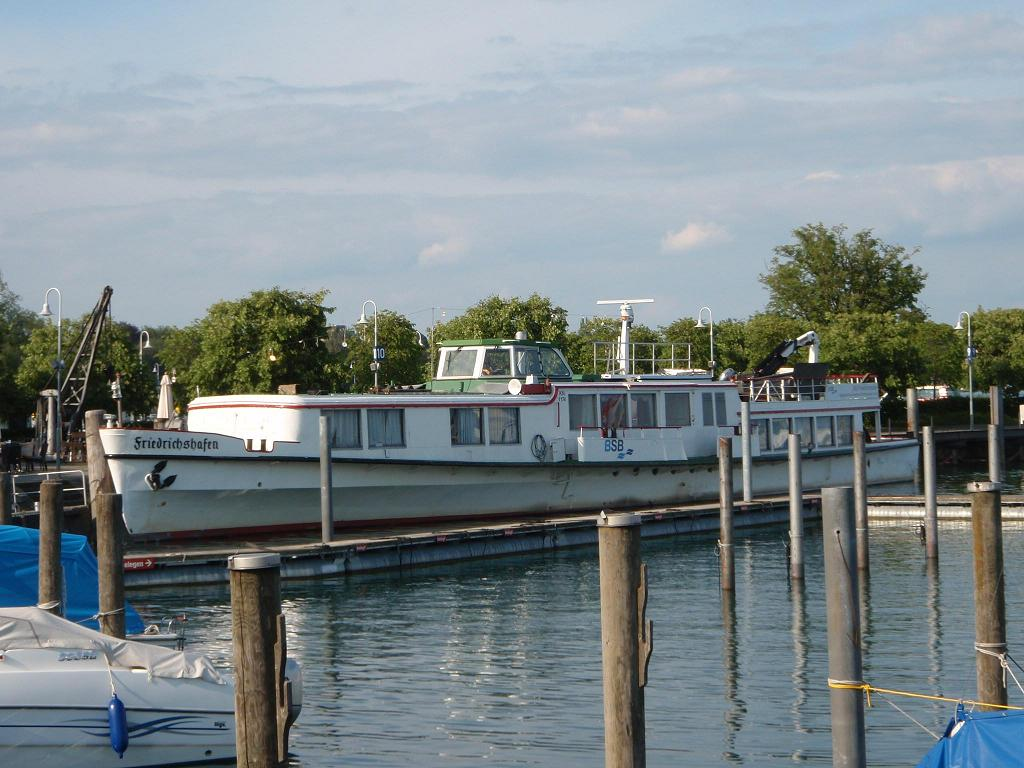
Arbeitsschiff Friedrichshafen (BSB)

## Übersicht
Bei den Angaben in den Tabellen ist zu beachten, dass nicht immer alle Zwischenstationen angefahren werden. Damit können sich Fahrtdauer und Streckenlänge deutlich reduzieren. Die Tabelle berücksichtigt auch die kleinen Schifffahrtsbetriebe.
Ganzjährige Kurse:
| Strecke                      | Zwischenstationen | Betreiber                         | Fahrtdauer  | Streckenlänge | km/h    | Bemerkungen                           |
| ---------------------------- | ----------------- | --------------------------------- | ----------- | ------------- | ------- | ------------------------------------- |
| Friedrichshafen – Romanshorn | keine             | BSB und SBS                       | 0:41 h      | 13 km         | 19 km/h | Autofähre, Stundentakt                |
| Konstanz – Meersburg         | keine             | SWK                               | 0:15 h      | 4,2 km        | 17 km/h | Autofähre, 15-Minuten-Takt            |
| Konstanz – Friedrichshafen   | keine             | SWK und TWF                       | 0:46–0:53 h | 24 km         | 35 km/h | Personenfähre, Katamaran, Stundentakt |
| Überlingen – Wallhausen      | keine             | Personenschifffahrt Giess + Giess |             | 2,6 km        |         | Personenfähre                         |

Sommerkurse (alle ohne Autobeförderung):
| Strecke                           | Zwischenstationen | Betreiber                                     | Fahrtdauer | Streckenlänge | km/h    | Bemerkungen                        |
| --------------------------------- | --- | --------------------------------------------- | ---------- | ------------- | ------- | ---------------------------------- |
| Konstanz – Bregenz                | (Mainau) – Meersburg – Hagnau – Immenstaad – Friedrichshafen – Langenargen – Kressbronn – Nonnenhorn – Wasserburg – Lindau | VL und BSB                                    | 3:42 h     | 61 km         | 16 km/h | März – Oktober                     |
| Allensbach – Reichenau            | keine | Schifffahrt Baumann                           |            | 1,4 km        |         |                                    |
| Schaffhausen – Kreuzlingen        | Stein – Konstanz | URh                                           | 3:45 h     | 48 km         | 13 km/h | April – Oktober                    |
| Konstanz – Überlingen             | Meersburg – Mainau – Unteruhldingen – Dingelsdorf                                                                          | BSB                                           | 2:00 h     | 24 km         | 12 km/h | März – Oktober                     |
| Unteruhldingen – Mainau           | keine | BSB                                           | 0:12 h     | 2,7 km        | 13 km/h | Teil der Linie Konstanz–Überlingen |
| Überlingen – Bodman               | Marienschlucht – Sipplingen – Ludwigshafen                                                                                 | CMS Schifffahrt                               | 1:05 h     | 15 km         | 15 km/h | März – Oktober                     |
| Überlingen – Mainau               | Nussdorf | Schifffahrtsbetrieb Held                      | 0:35 h     | 8,3 km        |         | März – Oktober                     |
| Überlingen – Konstanz             | Unteruhldingen – Mainau | Schifffahrtsbetrieb Heidegger                 |            |               |         |                                    |
| Überlingen – Stein am Rhein       | Nussdorf – Unteruhldingen                                                                                                  | Überlinger Schiffsbetriebe                    | 2:45 h     | 49 km         |         | Do. + So. von Mai – September      |
| Konstanz – Radolfzell             | Gottlieben – Ermatingen – Reichenau – Iznang                                                                               | BSB, URh                                      | 1:30 h     | 21 km         | 14 km/h | März – Oktober                     |
| Konstanz – Bottighofen – Konstanz | Seestraße – Bodenseetherme – Bottighofen                                                                                   | Personenschifffahrt Wilfried Giess            |            |               |         | Rundkurs                           |
| Mannenbach – Reichenau            | keine | Solarfähre Reichenau – Mannenbach, Tom Geiger |            | 1,5 km        |         | März – Oktober, Solar-Antrieb      |
| Steckborn – Horn                  | | Harald Lang                                   |            | 3,0 km        |         | Juni – September, „Höri-Fähre“     |
| Steckborn – Gaienhofen            | keine |                                               | 0:06 h     | 1,2 km        | 12 km/h |                                    |
| Lindau – Rorschach                | Bad Schachen – Wasserburg                                                                                                  | BSB, SBS                                      | 1:05 h     | 22 km         | 20 km/h | Mai – Oktober                      |
| Friedrichshafen – Rorschach       | Langenargen – Kressbronn – Arbon – Horn                                                                                    | BSB, SBS                                      | 1:35       | 36 km         | 22 km/h | Mai – Oktober                      |
| Rorschach – Meersburg             | Horn – Arbon – Romanshorn – Uttwil – Altnau – Bottighofen – Kreuzlingen – Mainau – Unteruhldingen                          | SBS                                           | 3:05       | 51 km         | 16 km/h | Mai – Oktober                      |
| Kreuzlingen – Bottighofen         | keine |                                               | 0:15 h     | 2,6 km        | 10 km/h |                                    |
| Rorschach – Rheineck              | Altenrhein | SBS                                           | 1:00       | 12 km         | 12 km/h | Mai – September                    |

## Filme
- Einblicke in die Bodenseeschifffahrt. Deutschland 2015. Gezeigt im SWR/SR am 10. April 2015 von 21:00 bis 21:45 Uhr.